# اگزا (ابزار خط فرمان)

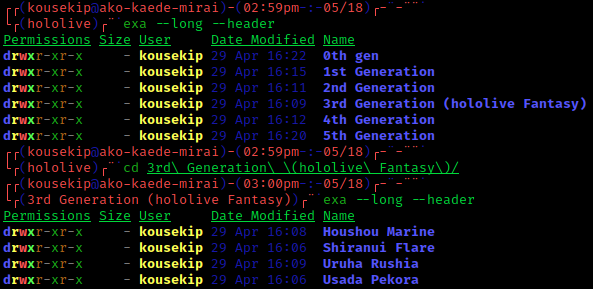
اگزا (ابزار خط فرمان)

اگزا (به انگلیسی: exa)یک ابزار خط فرمان برای فهرست کردن فایل‌هاست که به عنوان جایگزینی ارتقا یافته برای ls شناخته می‌شود با ویژگی‌هایی مانند نمایش وضعیت گیت که در ls وجود ندارند. اگزا یکی از نخستین برنامه‌هایی است که به زبان برنامه‌نویسی راست نوشته شده تا در فدورا، اپن‌سوزه و جنتو لینوکس به‌کار برده شود.